# Igreja de São Félix de Solovio
A igreja de São Félix de Solovio (em galego: igrexa de San Fiz de Solovio) é um templo católico situado no centtro histórico da cidade de Santiago de Compostela, a capital da Galiza, Espanha. Construída originalmente no século X,tem fama de ser a igreja mais antiga da cidade, mas foi destruída, reconstruída, reformada e ampliada em diferentes ocasiões ao longo dos seus primeiros oito séculos.
A igreja situa-se ao lado do Mercado de Santo Agostinho (Praza de Abastos) e perto da antiga universidade.

## História e descrição
A igreja foi construída pelo bispo Sisnando II no século X e arrasada por Almançor em 997. Foi reconstruída no século XII pelo bispo Gelmires. Da época românica conserva unicamente o portal, datado de 1316, que no tímpano tem um relevo que representa a Epifania e que apresenta restos claros de policromia, se bem que não seja a original. No centro aparece a imagem da Virgem com o Menino sentado no colo, com os Reis Magos à sua direita e a imagem de São José à esquerda, apoiado num cajado e de Xoán Debe, o doador da obra, ajoelhado ante a Virgem. O nome e a data aparecem numa inscrição que percorre o lintel da porta.
No século XVII foram acrescentadas novas capelas e no século seguinte o arquiteto santiaguês Simón Rodríguez procede a uma ampliação, como duas novas naves e o campanário barroco. Na parede norte do presbitério conserva-se um sepulcro com a efígie jacente do cardeal Lopo González de Carballido, do século VI. O retábulo-mor é de estilo barroco.
Segundo a tradição, foi no local onde se ergue a igreja que o eremita Pelágio se encontrava quando avistou as luzes que assinalavam o lugar onde se encontravam os restos mortais do apóstolo Santiago. No livro V do Códice Calixtino, onde se descreve a cidade de Santiago, relacionam-se as dez igrejas que lá existiam, aparecendo São Félix em sétimo lugar: «... septima sancte Felicis martiris».